# عنتر (يافع)

تعديل مصدري - تعديل

عنتر هي إحدى قرى عزلة لبعوس بمديرية يافع التابعة لمحافظة لحج، بلغ تعداد سكانها 932 نسمة حسب تعداد اليمن لعام 2004.